# Gielde
Gielde is een ortsteil van de Duitse gemeente Schladen-Werla in de deelstaat Nedersaksen. Tot 1 november 2013 was Gielde een zelfstandige gemeente en werkte ze samen in de Samtgemeinde Schladen.

## Geografie
Het dorp Gielde ligt aan de zuidzuidwestelijke rand van het Oderwald, tussen Vienenburg in het zuiden en Wolfenbüttel in het noorden. Ten zuidwesten ligt Liebenburg en zuidoostelijk Schladen. De Warne doorsnijdt Gielde in west-oostelijke richting. Tot de opheffing van de gemeente was Altenrode een ortsteil van Gielde.